# Nacional Atlético Clube (Paraná)
O Nacional Atlético Clube é um clube de futebol brasileiro com sede histórica na cidade de Campo Mourão - PR

## História
Em 1947, onze amigos fundaram o primeiro clube de futebol da cidade de Rolândia com o nome de Nacional Atlético Clube. Em seus primeiros anos, o NAC atraía torcedores de cidades vizinhas, como Londrina.[carece de fontes?]
Em suas primeiras participações no Campeonato Paranaense, a equipe ficou restrita à Zona Norte, não se classificando para as fases seguintes.[carece de fontes?]
Entre 1966 e 1993, disputou a Segunda Divisão. Nos dois anos seguintes, licenciou-se. Em 1997, retornou à Primeira Divisão mas foi rebaixado.[carece de fontes?]
Em 1998, um grupo de empresários paulistas transformou o clube em Sociedade Civil, definindo a nova razão social: Nacional Atlético Clube Sociedade Civil. A nova forma de administração teve rápidos resultados dentro de campo. No mesmo ano, foi campeão da Campeonato Paranaense de Futebol - Terceira Divisão.

### Década de 2000
Em 2003, venceu a segunda divisão e voltou à elite do futebol estadual. Após cair para a Divisão de Acesso de 2008, o clube voltou para a elite do futebol paranaense. Na 1º Fase uma ótima campanha com 29 pontos, em 9 vitórias, 2 empates e 3 derrotas se classificou em primeiro lugar.
Já na 2º Fase, onde se consagraria campeão, se classificam juntamente Operário Ferroviário, Foz do Iguaçu e Francisco Beltrão.
Após se classificar para a segunda fase da 1º Divisão do Campeonato Paranaense em 3º Lugar com 21 pontos, em um campeonato muito disputado, o Nacional acabou o Campeonato Paranaense em 4º Lugar, sua melhor colocação na história. Em 7 jogos, cinco desses sendo em casa o Nacional acumulou 12 pontos, 3 vitórias, 3 empates e uma única derrota longe de seus domínios.

### Década de 2010
No Campeonato Paranaense de Futebol de 2010, o clube acabou sendo rebaixdo com 7 pontos 1 vitória, 4 empates e 8 derrotas. No seu último jogo na elite, acabou derrotado pelo Operário-PR de Ponta Grossa pelo placar de 1 a 0. 
No Campeonato Paranaense de Futebol de 2013, o Nacional fez uma péssima campanha e foi rebaixado novamente, em 22 partidas o time venceu apenas 1 partida empatou 3 e perdeu 18.
O clube ficou inativo nos anos de 2016 e 2017 e em 2018 retornou ao futebol profissional, disputando a Terceira Divisão do Campeonato Paranaense de 2018. No mesmo ano foi campeão da Terceira Divisão Paranaense.
Em 2019 o clube foi campeão da Taça FPF e garantiu uma vaga na Série D de 2020.
Na Série D de 2020 o clube foi eliminado ainda na primeira fase. No mesmo ano o clube teve que lidar com o assassinato de seu presidente.
Em 2021 o clube foi rebaixado para a Terceira Divisão Paranaense.
Em 2022 o clube ficou em quarto lugar no grupo B, sendo eliminado. No ano de 2023, o clube passou na liderança no grupo B, nas semi-finais o clube superou o Prudentópolis, Na final o clube foi superado pelo Paranavaí.
No dia 31 de janeiro de 2024, o clube soltou uma nota em suas redes sociais onde dizia que o clube não permaneceria na cidade de Rolândia. A nota dizia: "O club, não teve apoio nenhum tanto da prefeitura, quantos dos empresários da cidade no ano de 2023, onde conseguiu o acesso a Série Prata do Paranaense, e em 2024 não vem sendo e não será diferente, o club sairá da cidade e seguirá sua vida em Campo Mourão, onde terá Patrocinadores e o apoio necessário da cidade para seguir os trabalhos do Guerreiro do Norte. Fica aqui nossa lamentação, e tristeza pela partida do Nacional. Mas também desejamos muita sorte e competência, para continuarem a grande história do Nacional."

## O Estádio
Os fundadores do clube conseguiram que um empresário emprestasse um terreno para a construção de um campo. Mais tarde, dívidas do dono do imóvel fizeram com que a prefeitura se apossasse do local e o batizasse como "Erick George", em homenagem ao ex-presidente Olímpico Erick George

## Títulos
| ESTADUAIS | ESTADUAIS                            | ESTADUAIS | ESTADUAIS   |
|           | Competição                           | Títulos   | Temporadas  |
| --------- | ------------------------------------ | --------- | ----------- |
|           | Taça FPF                             | 1         | 2019        |
|           | Campeonato Paranaense - Série Prata  | 2         | 2003 e 2008 |
|           | Campeonato Paranaense - Série Bronze | 2         | 1998 e 2018 |

## Estatísticas

### Participações
|  | Participações em 2025 |

| Competição | Competição            | Temporadas | Melhor campanha           | Estreia | Última | P | R |
| Paraná     | Campeonato Paranaense | 17         | 4º colocado (1959 e 2009) | 1959    | 2015   |   | 6 |
| Paraná     | Segunda Divisão       | 25         | Campeão (2003 e 2008)     | 1966    | 2025   | 6 | 1 |
| Paraná     | Terceira Divisão      | 4          | Campeão (1998 e 2018)     | 1998    | 2023   | 3 |   |
| Brasil     | Série C               | 1          | 40º colocado (2004)       | 2004    | 2004   | – | – |
| Brasil     | Série D               | 1          | 61° colocado (2020)       | 2020    | 2020   | – |   |

### Temporadas
| Campeonato Brasileiro | Campeonato Brasileiro | Campeonato Brasileiro | Campeonato Brasileiro | Campeonato Brasileiro | Campeonato Brasileiro | Campeonato Brasileiro | Campeonato Brasileiro | Campeonato Brasileiro | Campeonato Brasileiro | Copa do Brasil   | Paranaense | Paranaense |
| --------------------- | --------------------- | --------------------- | --------------------- | --------------------- | --------------------- | --------------------- | --------------------- | --------------------- | --------------------- | ---------------- | ---------- | ---------- |
| Ano                   | Div.                  | Pos.                  | Pts                   | J                     | V                     | E                     | D                     | GP                    | GC                    | Fase Máxima      | Div.       | Pos.       |
| 2018                  | D                     | Não classificado      | Não classificado      | Não classificado      | Não classificado      | Não classificado      | Não classificado      | Não classificado      | Não classificado      | Não classificado | 3D         | 1º         |
| 2019                  | D                     | Não classificado      | Não classificado      | Não classificado      | Não classificado      | Não classificado      | Não classificado      | Não classificado      | Não classificado      | Não classificado | 2D         | 6º         |
| 2020                  | D                     | 61º                   | 5                     | 14                    | 1                     | 2                     | 11                    | 9                     | 45                    | Não classificado | 2D         | 8º         |